# Museu Casa Maria Mariá

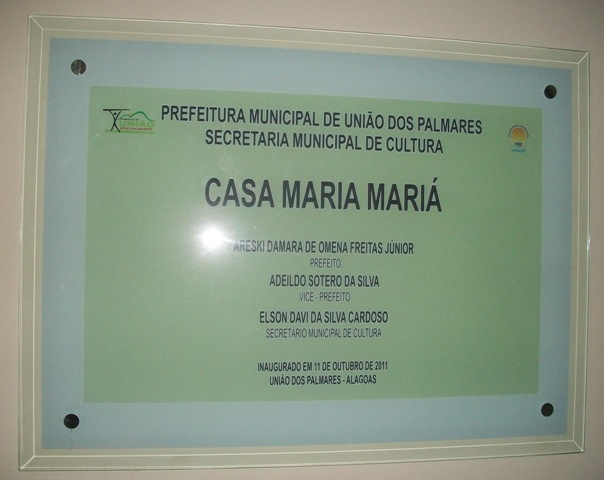
Casa-Museu de Maria Mariá

O Museu Casa Maria Mariá é um museu localizado em União dos Palmares (Alagoas) e que contém o espólio da professora, historiadora, jornalista e folclorista Maria Mariá de Castro Sarmento.
Fundado em 1993, constituiu-se primeiro numa sociedade cultural mantida pela família da historiadora, no casarão onde ela residiu.
O museu contém móveis, utensílios, artesanato, artigos jornalísticos e fotografias colecionados e catalogados por Maria Mariá e que são a base do espólio atualmente exposto. Forma, ao lado do Memorial do Poeta Jorge de Lima e do Parque Memorial Quilombo dos Palmares, a contribuição de União dos Palmares para a cultura brasileira.
Depois de uma profunda reforma levada a cabo pela prefeitura municipal, o Museu Casa Maria Mariá passou a ser gerido, desde 2011, pela Secretaria de Cultura do município.
No ano 2013, a Casa-Museu Maria Mariá participou das atividades incluídas na 7ª Primavera dos Museus, programa gerido pelo Instituto Brasileiro de Museus, órgão do Ministério da Cultura do Brasil.

## Quem foi Maria Mariá

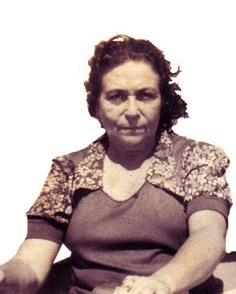
Maria Mariá de Castro Sarmento, nos anos 1970

Maria Mariá (União dos Palmares, 16 de junho de 1917 - União dos Palmares, 28 de fevereiro de 1993), figura polêmica da sociedade palmarina, foi uma das primeiras mulheres a abraçar o feminismo em Alagoas. Destacou-se na defesa das liberdades femininas (foi primeira mulher a usar calças compridas e maiôs), na busca de uma educação moderna (aboliu, nas suas aulas, a "palmatória" e as pedrinhas que os alunos tinham de mostrar à professora à hora de ir ao banheiro) e se posicionou publicamente contra o descaso público com a educação.
Também defendeu a preservação das práticas culturais e do patrimônio arquitetônico da cidade, opondo-se à derrubada da antiga matriz de Santa Maria Madalena.
Nas palavras de Jorge Baleeiro de Lacerda:
| “ | Maria Mariá ainda não mereceu a consagração nacional de uma Bertha Lutz, de uma Nísia Floresta Brasileira Augusta ou de Maria Lacerda de Moura. Sua fama se restringe à União dos Palmares, quando muito a Alagoas. (...) Maria Mariá fez-se cedo autodidata e rebelde. Lia muito e, logo passou a ser uma referência cultural na acanhada União dos Palmares, terra de Zumbi e do quilombo dos Palmares, na serra da Barriga. Não sei se chegou a ler Han Ryner, autor predileto das feministas dos anos 20. Era consultada sobre os mais diversos assuntos. Usava, nos anos 40, calça, shorts e maiô para pasmo do vigário de União dos Palmares. Espantou tanto a cidade até que um dia, já nos anos 60, o pároco da matriz e mais algumas beatas conseguiram expulsá-la da cidade em nome do pundonor público e da sacrossanta e tradicional família de União dos Palmares. | ” |

Ao morrer, em 1993, deixou um acervo composto de objetos que representam o cotidiano da sociedade alagoana da primeira metade do século XX, além de um amplo acervo fotográfico que retratam sua atitude demasiado moderna para os tempos de então (festas populares - padroeira, juninas, carnaval, folguedos - , vestuário, hábitos), sua atuação como educadora e a vida na cidade, com suas figuras políticas, intelectuais e religiosas.

## Acervo

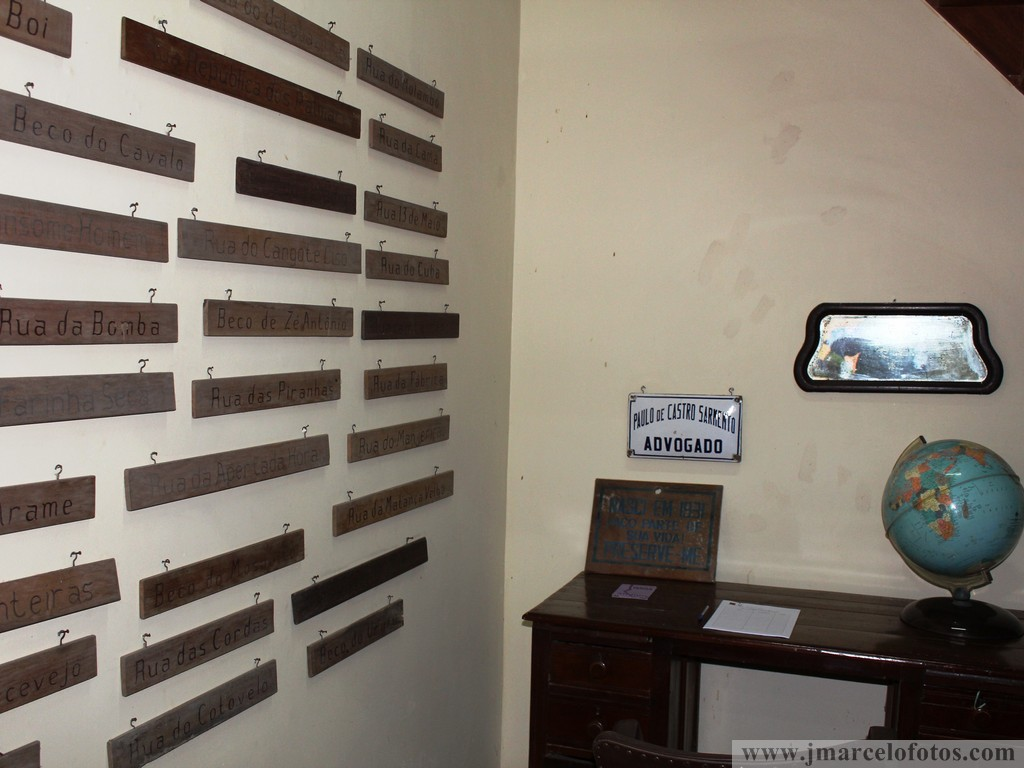
Tabuleiro com nomes das ruas da União antiga
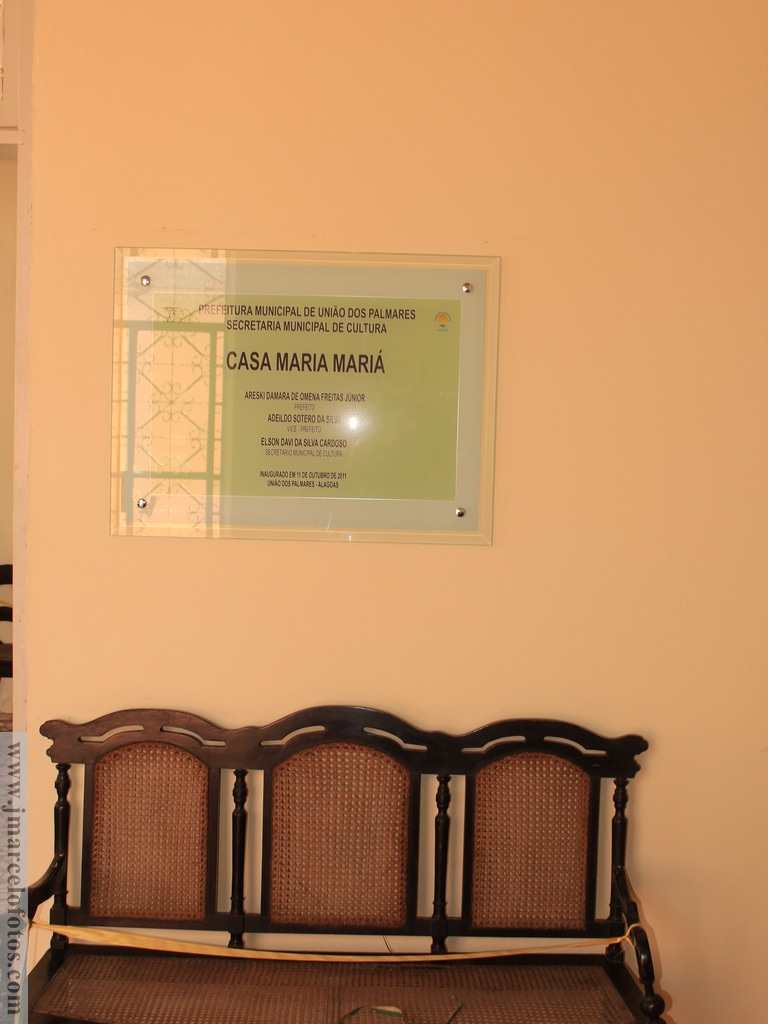
Cadeiras do salão
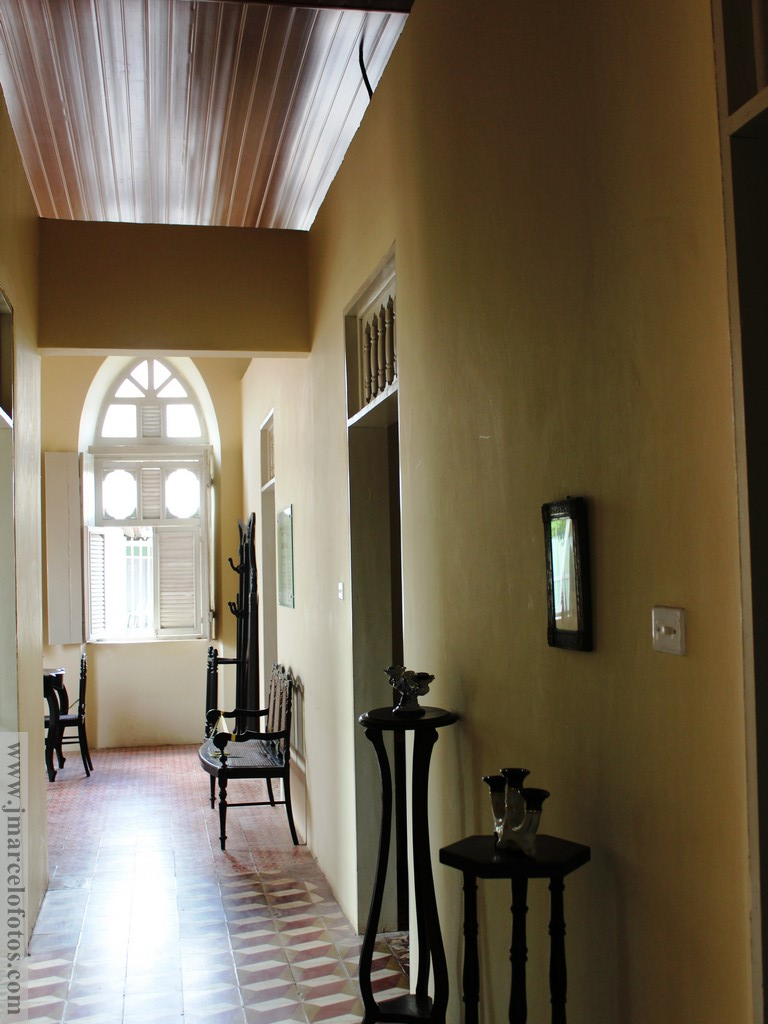
Corredor
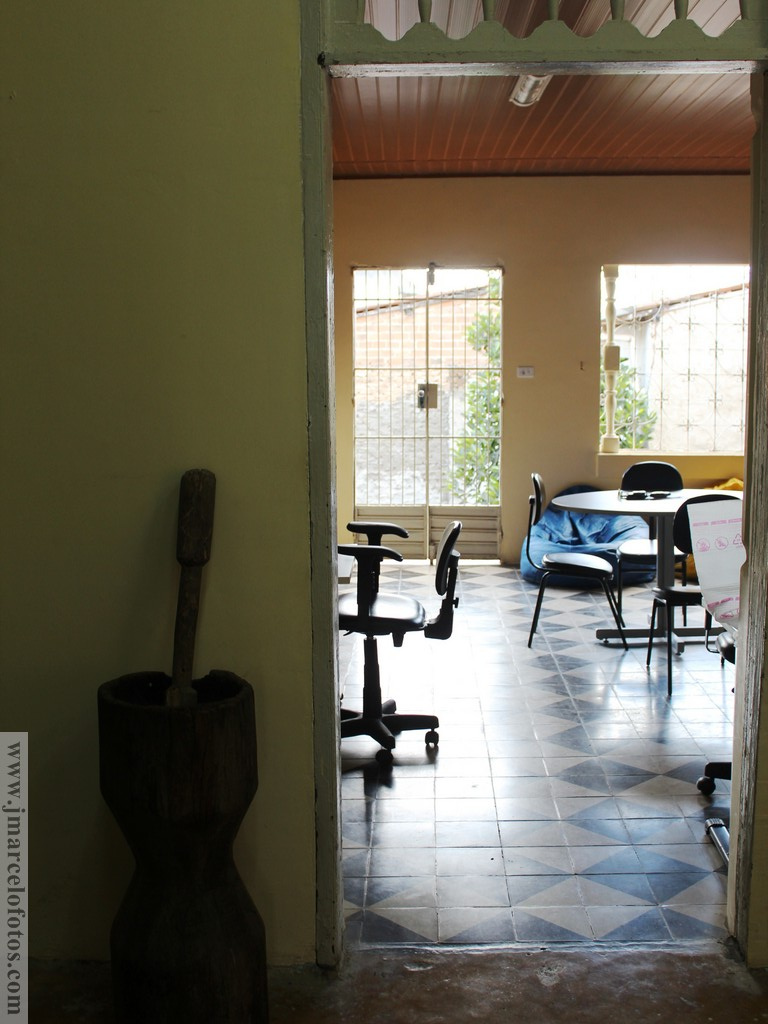
Pilão, usado para pilar o milho e o café
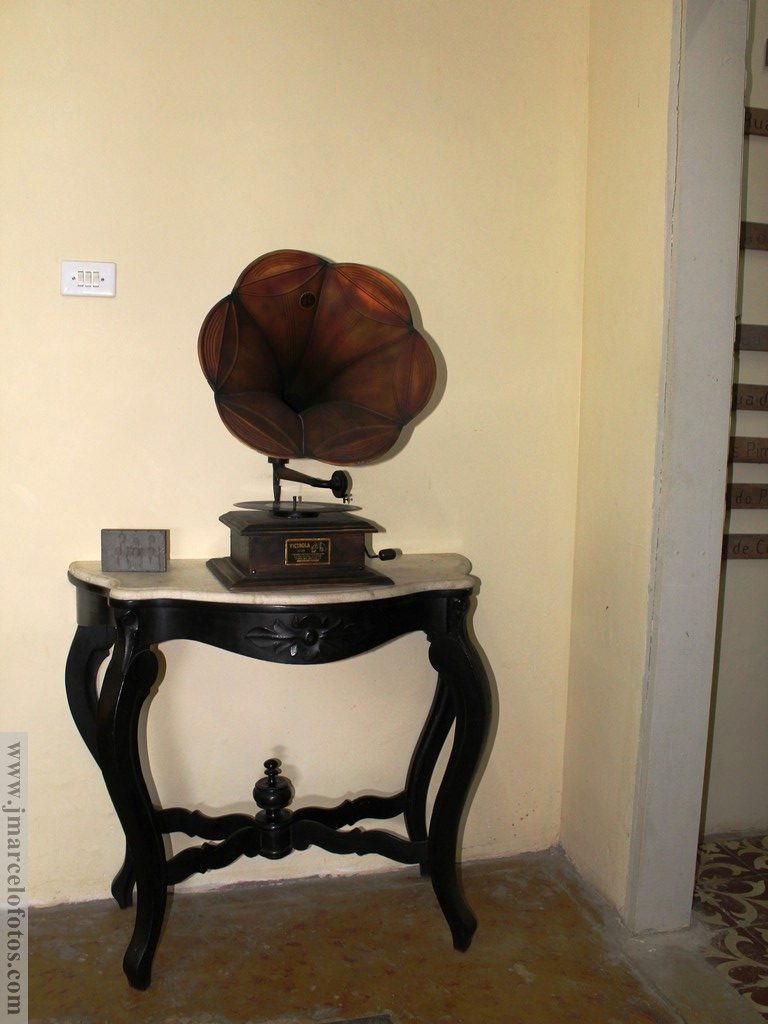
Gramafone
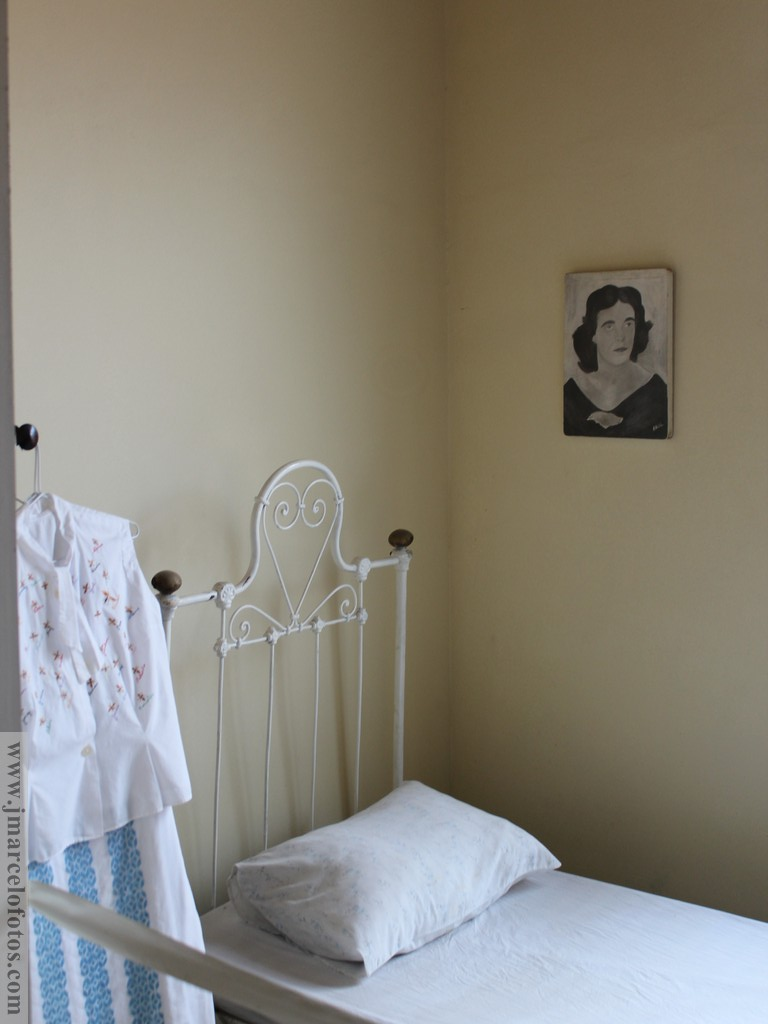
Quarto
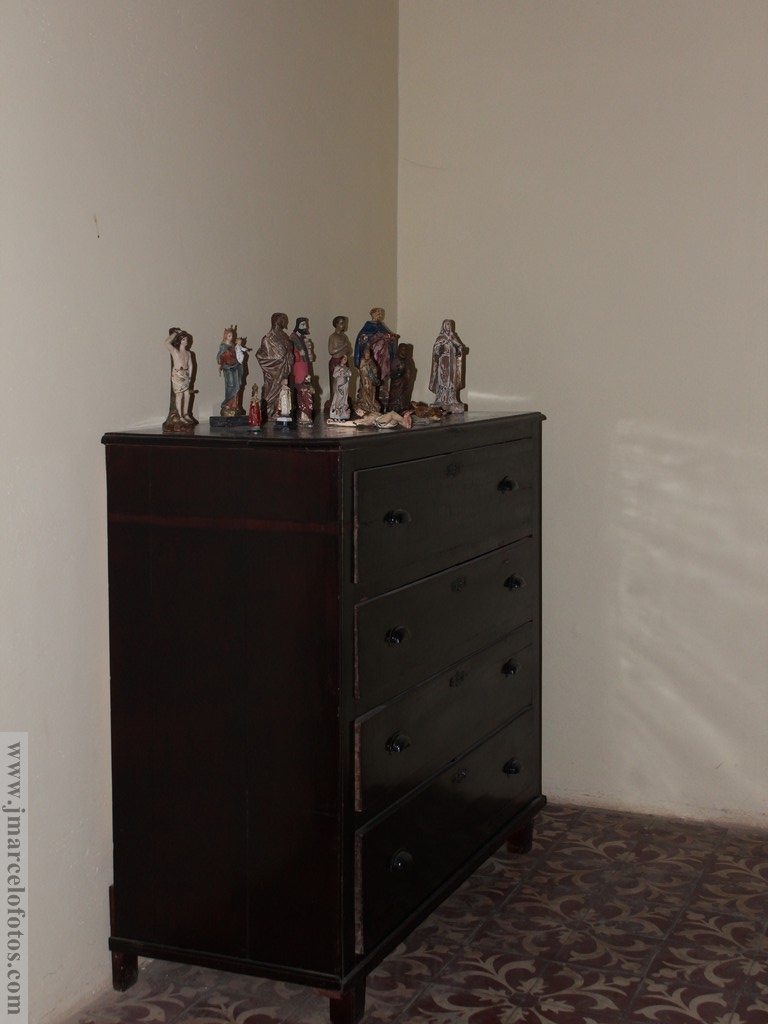
Cômoda com santos populares
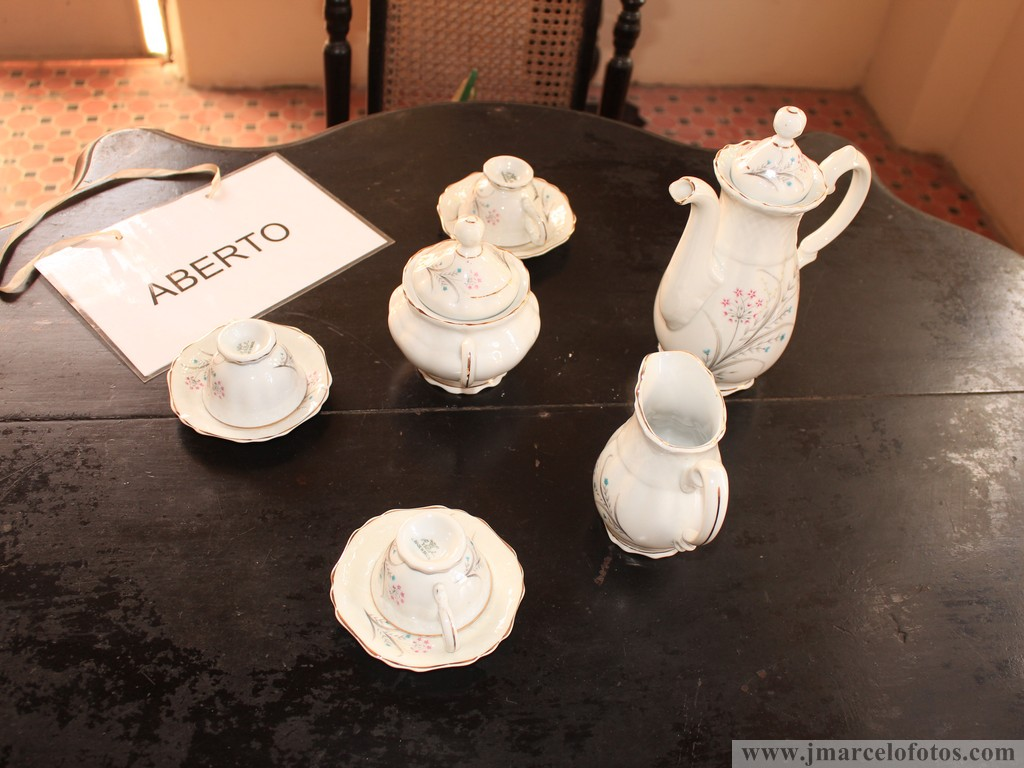
Utensílios
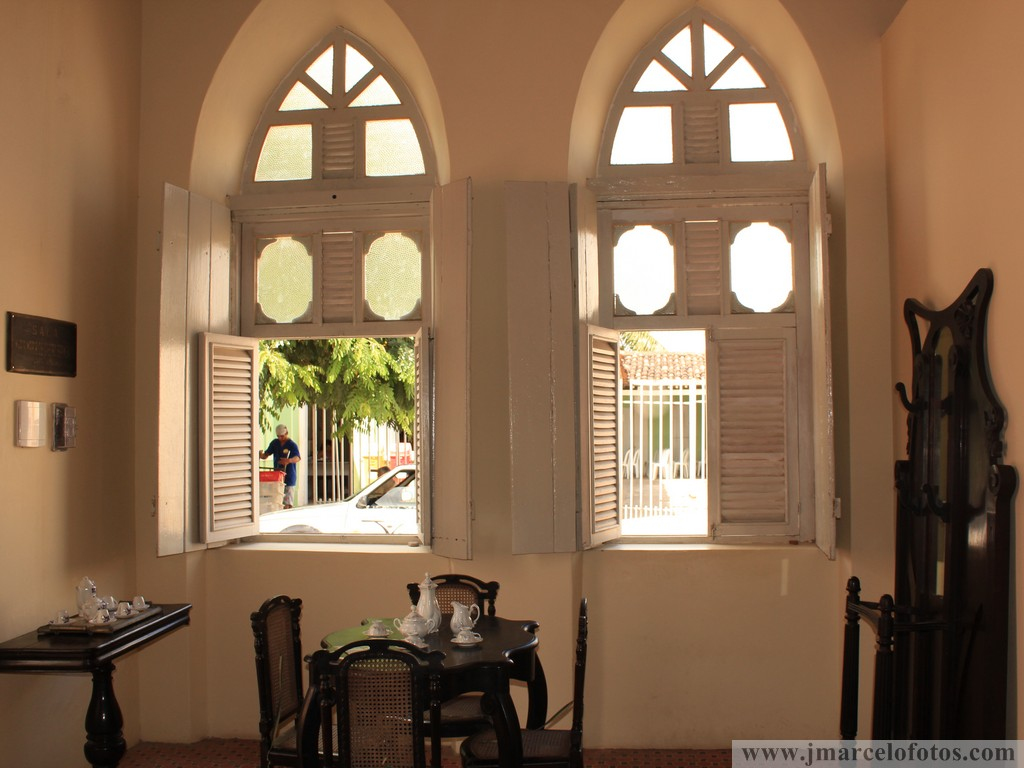
Salão
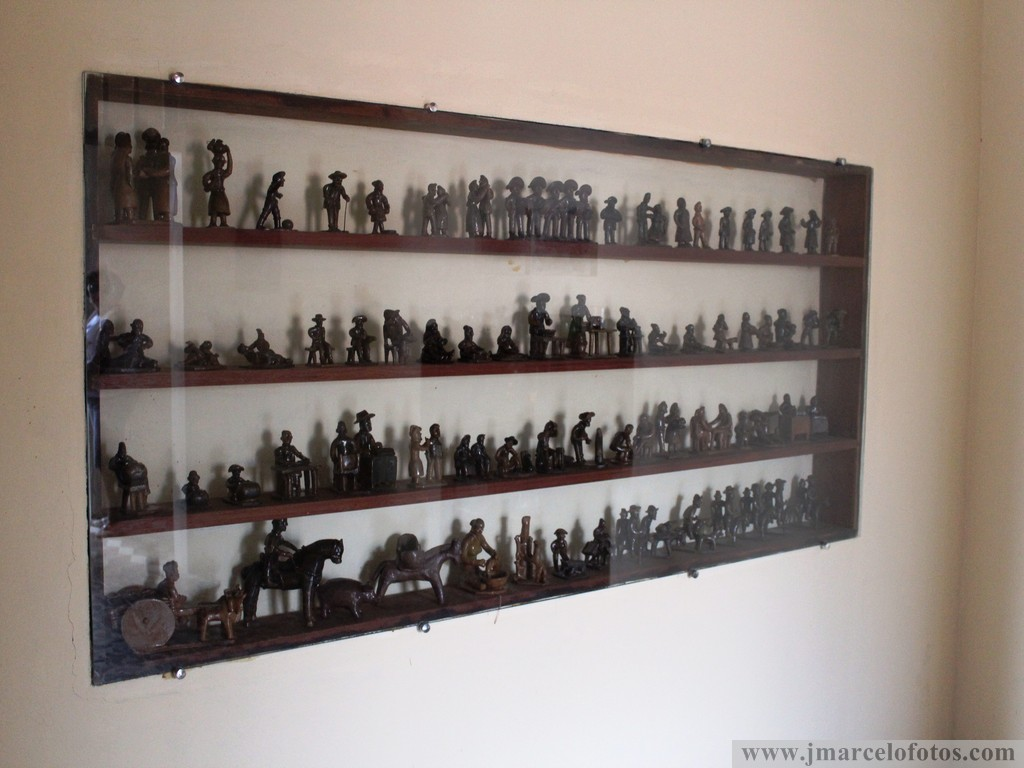
Artesanato local
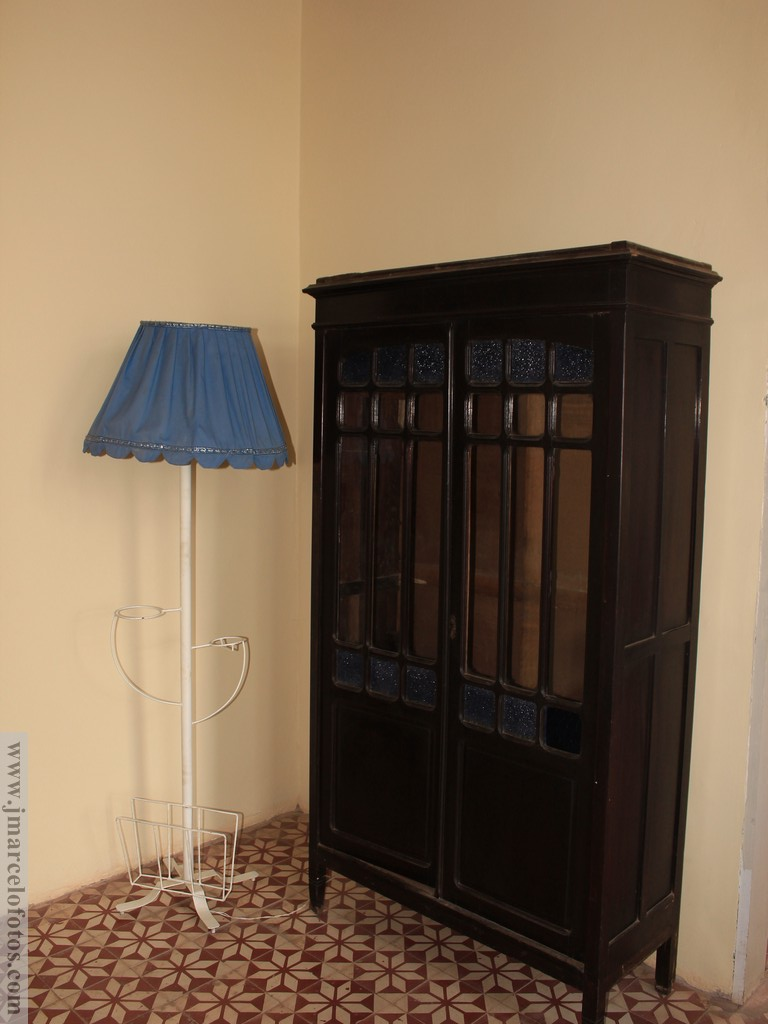
Armário do salão